# Амерско језеро
Амерско језеро је језеро у Немачкој. Налази се на територији савезне државе Баварске. Површина језера износи 46,6 km², што га чини шестим највећим језером у Немачкој. Језеро се налази на надморској висини од 533 метра и има максималну дубину од 81 метар. Као и друга баварска језера, Амерско језеро се развило као резултат топљења глечера из леденог доба. Амерско језеро се напаја реком Амер. Као и суседно језеро Штарнберг - дубље, веће површине, сличног облика - ово је популарна локација за водене спортове.
Путничке услуге раде на језеру од 1879. Данас њима управља компанија Bayerische Seenschifffahrt , користећи мешавину историјских пароброда и моторних бродова.
Квалитет воде, који је био угрожен шездесетих година 20. века, значајно је побољшан свеобухватним мерама санације отпадних вода као што су изградња магистралног прстена, пуштање у рад постројења за пречишћавање отпадних вода у Ецхингу 1971. године и санација система за пречишћавање отпадних вода. биљке у сливном подручју Амера.